# Allagelena monticola
Allagelena monticola is een spinnensoort in de taxonomische indeling van de trechterspinnen (Agelenidae).
Het dier behoort tot het geslacht Allagelena. De wetenschappelijke naam van de soort werd voor het eerst geldig gepubliceerd in 2007 door Chami-Kranon, Likhitrakarn & Pakawin Dankittipakul.